# Hollermühle (Luxemburg)
Die Hollermühle (luxemburgisch Hollermillenⓘ) ist ein Lieu-dit entlang der CR335 in der Gemeinde Weiswampach, Kanton Clerf im Großherzogtum Luxemburg. 

## Lage
Hollermühle liegt im Tal des Wemperbachs auf einer Höhe von 428 Metern, etwa 200 Meter tiefer, nach der Mündung des Aarzbich in den Wemperbach.

## Naturschutzgebiet Hollermillen
Das Lieu-dit besteht nur aus wenigen Gebäuden, die alle zur Mühle gehören. Am 2. Dezember 1954 ersteigerte Henri Rinnen, der spätere Präsident der Lëtzebuerger Natur- a Vulleschutzliga, die erste Parzelle für den Naturschutz in Luxemburg. Aus den damals erworbenen 5,02 Ar wurde im Laufe der Jahre das 5,5 Hektar große Naturschutzgebiet "Hollermillen". Das Naturschutzgebiet stellt ein Feuchtgebiet inmitten intensiv genutzter Weiden und Mähwiesen dar. Es ist Lebensraum für eine Vielzahl von Feuchtwiesenpflanzen, darunter Schnabelsegge, Rohrglanzgras sowie Raritäten wie Sumpfblutauge und schmalblättriges Wollgras. Zudem bietet es bedrohten Vogelarten wie Braunkehlchen und Schafstelze einen Brutplatz.